# 生駒市立壱分小学校
生駒市立壱分小学校（いこましりつ いちぶしょうがっこう）は、奈良県生駒市壱分町にある公立小学校。

## 沿革
- 1982年（昭和57年）4月1日 - 生駒市立生駒南小学校から分離して開校。

## 通学区域
- 壱分町、さつき台1丁目、さつき台2丁目、翠光台、南山手台[1]

※卒業後は基本的に生駒市立大瀬中学校に進学する。

## 通学区域が隣接している学校
- 生駒市立生駒南小学校
- 生駒市立生駒東小学校
- 奈良市立富雄第三小学校